# 虹のわたり方
『虹のわたり方』（にじのわたりかた）は、1993年3月21日に発売された大事MANブラザーズバンド4枚目のオリジナル・アルバム。

## 概要
前作「夏を待つ理由」から8ヶ月後に発売された。

## 収録曲
全作詞・作曲:立川俊之
1. キボウ
編曲:大事MANブラザーズバンド
  - 7枚目のシングル。
2. Birthday Time （ニューヴァージョン）
編曲:渡辺禎史
3. 気持ちのメロディー
編曲:大事MANブラザーズバンド・渡辺禎史
  - 7枚目のシングル「キボウ」c/w曲。
4. 愛と勇気のMerry X'mas
編曲:大事MANブラザーズバンド・渡辺禎史
  - 6枚目のシングル。
  - ANB系『君とい・つ・ま・で・も』エンディングテーマ
5. 明日は晴れるから （ニューヴァージョン）
編曲:渡辺禎史
6. 花嫁は何故泣くの
編曲:大事MANブラザーズバンド・渡辺禎史
7. 待っている時は電話もこない
編曲:大事MANブラザーズバンド
8. 流星に夢をかかげて
編曲:渡辺禎史
9. ゆるぎない幸せのカタチ （ニューヴァージョン）
編曲:渡辺禎史
10. 愛しい人と逢える時 （ニューヴァージョン）
編曲:渡辺禎史